# Почувадльянске
Почувадльянске или Почувальское (Почувадло) — озеро в центральной Словакии, в 10 км от города Банска-Штьявница в горном массиве Штьявницке-Врхи. Озеро расположено всего в 30 км от географического центра Европы. Название озера переводится со словацкого языка как «Эхо». Курорт с лечебным микроклиматом. Средняя температура воздуха летом 25 градусов, температура воды в озере — 22 градуса (начало июня 10-18 градусов). По соседству имеется ещё 25 небольших горных озёр с прозрачной водой.
В окрестностях озера обитают олень, косуля, заяц, фазан.
На берегу озера находится бесплатный зоопарк в основном с домашними животными (свиньи, лошади и т. д.), принадлежащий австрийскому миллионеру Францу Ритцу. На озере находится международный детский лагерь СОЮЗ.